# كابريس كولمان
كابريس كولمان (بالإنجليزية: Caprice Coleman)‏ هو مصارع محترف أمريكي، ولد في 20 مارس 1977 في جامايكا ‏ في الولايات المتحدة.

## وصلات خارجية
- كابريس كولمان على موقع WrestlingData.com (الإنجليزية)
- كابريس كولمان على موقع CageMatch worker (الإنجليزية)
- كابريس كولمان على موقع قاعدة بيانات المصارعة على الإنترنت (الإنجليزية)
- كابريس كولمان على موقع عالم المصارعة على الإنترنت (الإنجليزية)

- كابريس كولمان على موقع IMDb (الإنجليزية)
- كابريس كولمان على موقع قاعدة بيانات الفيلم (الإنجليزية)